# The River (pel·lícula de 1951)

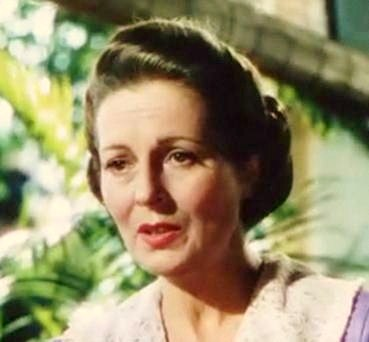
Nora Swinburne interpretant el paper de la mare

The River és una pel·lícula de l'any 1951 dirigida per Jean Renoir i protagonitzada per Nora Swinburne, Esmond Knight i Arthur Shields.

## Argument
Una família anglesa viu a la vora del riu Ganges, a Bengala. Una de les filles, Harriet (Patricia Walters), de 14 anys, pensa en l'amor i vol ésser escriptora. Té dues amigues, Valerie (Adrienne Corri) i la mestissa Melanie (Radha Burnier), la qual és filla d'un irlandès casat amb una dona hindú. Les tres noies comencen a sentir-se dones i s'enamoren d'un foraster: l'atractiu capità John (Thomas E. Breen), el qual cerca amb afany alguna raó per a viure. Mossegat per una cobra, mor el germà petit de Harriet. El riu, amb el seu fluent i incessable cabal, continuarà sent el centre de la vida de tots aquells que habiten a les seues ribes.

## Context històric i artístic
The River mostra els somnis, troballes i petits neguits d'unes noietes que comencen a sentir-se dones: afanys juvenils equiparables al calmós i, de vegades, bellugadís corrent de les aigües del Ganges. Vet ací una de les pel·lícules més irradiants, senzilles i boniques de tots els temps, dirigida per Jean Renoir a l'Índia, entremig d'un període hollywoodenc i del seu retorn al cinema francès. El riu flueix, el món gira i la vida fa el seu curs. La llum precedeix la foscor i la vida a la mort. Recercant l'essència i, potser, el secret de tot plegat, Renoir se situa en una perspectiva més anímica que terrestre. Defineix una prosa afable i perceptiva, documenta existències anònimes amb imatges vives i saviesa universal, i instrueix sobre algunes bones raons per a viure: les il·lusions renovades, el plaer de la generositat, l'harmonia amb la natura, la certesa de la mort i el plaer de l'amor gaudit, compartit i preservat. S'hi constata també un sentit filosòfic, espiritual i panteista a la mida del cineasta, qui en consonància amb la novel·lista Rumer Godden, indica que res es crea ni es destrueix, sinó que únicament es transforma. En aquest incessant procés de vivència i existència, l'aigua del riu segueix fluent, com la vida de les tres amigues.
Rius com el Ganges, o com el Sena o el Marne en altres obres renoirianes: corrent d'aigua alliberador, diluent i purificador. Pictòrica i magistral, aquesta va ésser la primera pel·lícula en color del cineasta francès, qui va tindre a un jove bengalí (Satyajit Ray) col·laborant amb ell i aprenent a fer el seu propi i excel·lent cinema. En el seu dia, algunes veus van dir que Renoir havia tancat els ulls a la miserable realitat de l'Índia, mentre que altres celebrarien que no s'hagués deixat temptar per l'exotisme oriental.

## Frases cèlebres
| « | "El capità John vagava d'una banda a l'altra, sense saber què fer. Passejava al llarg del riu; en les seues ribes trobava una vida diferent, una vida nova per a ell, encara que tingués milers d'anys d'antiguitat. Allà tot era assossec i pau. Els homes meditaven sota els arbres sagrats, o bé resaven pregàries al Sol. Pertot arreu, a totes hores, hi havia nens jugant. Tots vivien confiats en la seguretat de la seua fe, però si el capità John pensava en la religió com una resposta per al seu desassossec, mai parlava d'això. John guardava els seus pensaments i feia preguntes, però mai obria el seu cor als altres. Semblava voler evitar la nostra curiositat." (Veu en off de Harriet adulta) | » |

| « | Nan: "Vaig veure una aranya aquest matí. Això es bona sort!" | » |

| « | Harriet: "No t'agradaria casar-te amb un americà?" Melanie: "No els entenc." | » |

| « | Melanie: "El puc ajudar?" Capità John: "Pot algú fer-ho?" | » |

| « | Narració: "El dia acaba. El final comença." | » |

| « | Harriet: "Qui és important per a vostè, Capità John?" Capità John: "Tothom." | » |

## Curiositats
- Aquesta pel·lícula va significar el llançament de les carreres de Satyajit Ray (assistent a la pel·lícula) i de Subrata Mitra (futur director de fotografia de Satyajit Ray).[3]
- A la vida real, Thomas E. Breen només tenia una cama, igual que el personatge que interpretava: el capità John.[3]
- Filmada en Technicolor, fou necessari utilitzar llums més brillants de l'habitual, la qual cosa va suposar repintar la pel·lícula durant cinc mesos al laboratori, ja que alguns colors no eran prou intensos.[3]
- És una de les pel·lícules favorites de Martin Scorsese.[3]
- Inicialment, Jean Renoir volia Marlon Brando per a interpretar el paper del capità John.[3]
- John Dall, Glenn Ford, Van Heflin, James Mason, Robert Walker i Sam Wanamaker foren considerats a l'hora d'adjudicar el paper del capità John.[3]
- Per a l'escena del petó, Adrienne Corri va haver de fer 50 preses a temperatures de 41,1 °C.[3]
- Jean Renoir va dir a Adrienne Corri que havia fet malbé una presa a causa de bellugar dues vegades els ulls en comptes d'una. Més tard, ella va dir que "no tenia ni idea que una cosa tan petita pogués significar tant."[3]

## Errades del film
- Al començament del film, Harriet diu: "Érem cinc fills: quatre nenes i el meu germà, Bogey." Això és incorrecte, ja que, de fet, són cinc nenes d'un total de sis vailets: Harriet, Elizabeth, Muffie, Mouse, Victoria i Bogey.[4]
- Al minut 35 aproximadament, una cigarreta apareix del no-res.[4]
- Al minut 59 si fa no fa, la posició de la mà del capità John canvia quan és a terra.[4]

## Premis
- 1951: Festival Internacional de Cinema de Venècia (Premi Internacional)
- 1951: New York Film Critics Circle (Nominada a la Millor Pel·lícula)
- 1951: National Board of Review (Top Foreign Films)
- 1952: Premis BAFTA (Nominada a la Millor Pel·lícula Britànica i a la Millor Pel·lícula de Parla no Anglesa)[5]